# 11-11 Memories Retold
11-11 Memories Retold – komputerowa gra przygodowa wyprodukowana przez brytyjskie Aardman Animations oraz francuskie DigixArt Studio, wydana przez Bandai Namco Entertainment 9 listopada 2018 roku na platformy Windows, PlayStation 4 i Xbox One. Grę wyreżyserował Yoan Fanise, który sprawował podobną funkcję przy Valiant Hearts: The Great War, a muzykę skomponował Olivier Derivière.
Akcja gry rozgrywa się podczas I wojny światowej i przedstawia losy dwóch bohaterów po przeciwnych stronach konfliktu: Harry’ego Lamberta, młodego kanadyjskiego fotografa służącego w armii brytyjskiej, oraz Kurta Waldnera, niemieckiego inżyniera poszukującego zaginionego syna. Gracze na przemian wcielają się w obu protagonistów, odkrywając ich osobiste historie na tle tragicznych wydarzeń I wojny światowej. Narrację w wersji angielskiej gry prowadzą Elijah Wood (Harry) oraz Sebastian Koch (Kurt).
Gra wyróżnia się unikalną oprawą graficzną inspirowaną malarstwem impresjonistycznym, która została stworzona przy współpracy z uznanymi artystami. Rozgrywka koncentruje się na eksploracji, rozwiązywaniu zagadek oraz podejmowaniu wyborów moralnych, które wpływają na rozwój fabuły.

## Nagrody
| Rok  | Festiwal/instytucja                                | Nagroda                                           | Nominowani               | Wynik     |
| ---- | -------------------------------------------------- | ------------------------------------------------- | ------------------------ | --------- |
| 2018 | Ping Awards                                        | Najlepsza gra na komputery osobiste               | 11-11 Memories Retold    | Nominacja |
| 2018 | Ping Awards                                        | Najlepsze udźwiękowienie                          | 11-11 Memories Retold    | Nominacja |
| 2018 | Ping Awards                                        | Najlepszy scenariusz                              | 11-11 Memories Retold    | Nominacja |
| 2019 | Brytyjska Akademia Sztuk Filmowych i Telewizyjnych | Nagroda BAFTA za najlepszą grę brytyjską          | Dan Efergan Bram Ttwheam | Nominacja |
| 2019 | Brytyjska Akademia Sztuk Filmowych i Telewizyjnych | Nagroda BAFTA Games Beyond Entertainment          | Yoan Fanise Dan Efergan  | Nominacja |
| 2019 | International Film Music Critics Award             | Nagroda za najlepszą oryginalną ścieżkę dźwiękową | Olivier Derivière        | Nominacja |